# Dynamena obliqua
Dynamena obliqua är en nässeldjursart som beskrevs av Jean Vincent Félix Lamouroux 1816. Dynamena obliqua ingår i släktet Dynamena och familjen Sertulariidae. Inga underarter finns listade i Catalogue of Life.